# Journal of International Economics
Journal of International Economics — специализированный экономический журнал (США); издание основано в 1971 году и занимает 25 место по среди крупнейших международных экономических изданий.
В журнале публикуются работы, содержащие результаты теоретических и эмпирических исследований во всех сферах международной экономики, в том числе международным финансам, валютным курсам, торговой политике и т. п..
Главные редакторы Чарльз Энгель и Роберт Штайгер, в редакционный совет журнала входит и Андрей Левченко (Мичиганский университет).
За лучшую статью, опубликованную в журнале, редакцией с февраля 2000 г. присуждается премия Бхагвати (Bhagwati Award) в размере $1000.
Периодичность выхода журнала: 6 номеров в год.